# Ene Mene Mu und Präsident bist du
Ene Mene Mu und Präsident bist du ist eine US-amerikanische Filmkomödie aus dem Jahr 1980.

## Handlung
Manfred Link ist der Präsident der Vereinigten Staaten und hat neben seiner ständig betrunkenen Frau und seiner sexuell ausgehungerten Tochter Gloria auch noch neurotische und exzentrische Mitarbeiter, mit denen er umgehen muss. Die Regierung versucht gerade die Unterstützung des fiktiven afrikanischen Staates Obergorm zu erhalten, um sich einen wichtigen Rohstofflieferanten zu sichern. Unglücklicherweise lässt sich nur ein Mann auffinden, der die Sprache des Landes spricht. Dr. Alexander Grade kann allerdings nicht die Missverständnisse verhindern, die passieren. So kommt es zum Austausch der Delegationen, und während die amerikanische Delegation, darunter auch Manfreds Tochter Gloria, entführt und als Sklaven gehalten wird, treibt die gormesische Delegation ihr Unwesen in Washington.

## Kritik
„Eine deftige, weder vor Plattheiten noch albernsten Seitenhieben zurückschreckende Satire auf die große US-Politik sowie amerikanisches Selbstverständnis und Überheblichkeit; anfänglich mit Gespür für makabre Komik, dann zunehmend zerfahren und geschmacksunsicher.“

„Buck Henry satirischen Farce über einen fiktiven amerikanischen Präsidenten [...] hat Szenen, die einerseits lustig sind, andererseits erhaben [...]. Er bietet die schönste Sammlung von Comedy-Darstellern, die man dieses Jahr im Film sehen kann.“

## Hintergrund
Der Film startete am 25. Dezember 1980 in den Kinos und konnte über 15 Mio. US-Dollar einspielen. In Deutschland ist er seit Dezember 1986 auf VHS erhältlich.